# Judit Csabai
Judit Csabai (Nyíregyháza, Hungría, 5 de marzo de 1973) es una nadadora retirada especializada en pruebas de estilo libre. Fue medalla de bronce durante Campeonato Europeo de Natación de 1987 en 800 metros.
Participó en los Juegos Olímpicos de Seúl 1988 en las pruebas de 400 y 800 metros libres.

## Palmarés internacional
| Campeonato Europeo de Natación | Campeonato Europeo de Natación | Campeonato Europeo de Natación | Campeonato Europeo de Natación |
| Año                            | Lugar                          | Medalla                        | Prueba                         |
| ------------------------------ | ------------------------------ | ------------------------------ | ------------------------------ |
| 1987                           | Estrasburgo (Francia)          | Medalla de bronce              | 800 m libres                   |